# Messerschmitt Me P.1106
De Messerschmitt Me P.1106 is een jachtvliegtuig ontworpen door de Duitse vliegtuigontwerper Messerschmitt.
Het project Me P.1101 ondervond tijdens de ontwikkeling een groot aantal problemen. Hierdoor begon men bij Messerschmitt met de ontwikkeling van de Me P.1106. Er werden verschillende ontwerpen ontwikkeld tussen 4 december 1944 en half februari 1945. Twee uitvoeringen werden ter beoordeling aangeboden en werden besproken op bijeenkomsten van 19 t/m 21 december 1944 en 12 t/m 15 februari 1945. De ontwerpen werden niet goed ontvangen. Er was onder andere kritiek op het slechte uitzicht vanuit de cockpit, de V-vormige staartsectie en de hoge vleugelbelasting.

## Uitvoeringen
De eerste uitvoering uit dit project was voorzien van een T-vormige staartsectie. De cockpit was in de onderkant van de staartsectie aangebracht. Bij de tweede uitvoering werd de staartsectie vervangen door een V-vormig model. De cockpit werd nu ook verder naar voren verplaatst op de romp. Beide uitvoeringen waren voorzien van een vleugel met een pijlstand van 40 graden. De bewapening zou bestaan uit twee 30 mm Mk108 kanonnen.
Het project werd geannuleerd vanwege het slechte zicht voor de piloot en men niet verwachtte dat de prestaties beter zouden zijn ten opzichte van de Me P.1101.
Vooroorlogse ontwerpen:
S 7 ·
S 8 ·
S 9 ·
S 10 ·
S 13 ·
S 14 ·
S 15 ·
S 16 ·
M 17 ·
M 18 ·
M 19 ·
M 20 ·
M 21 ·
M 22 ·
M 23 ·
M 24 ·
M 25 ·
M 26 ·
M 27 ·
M 28 ·
M 29 ·
M 30 ·
M 31 ·
M 33 ·
M 35 ·
M 36 · 
M 37
Ontwerpen 1933-1945:
Bf 108 · 
Bf 109 ·
Bf 109TL ·
Bf 109Z ·
Bf 110 ·
Bf 161 ·
Bf 162 ·
Me 163 · 
Me 209 ·
Me 210 ·
Me 261 ·
Me 262 · 
Me 263 ·
Me 264 · 
Me 265 · 
Me 290 · 
Me 309 ·
Me 309Z ·
Me 321 · 
Me 323 · 
Me 328 · 
Me 334 ·
Me 410 · 
Me 509 · 
Projecten tot 1945:
P.1051 ·
P.1062 ·
P.1065 ·
P.1070 ·
P.1073 ·
P.1092 ·
P.1095 ·
P.1099 ·
P.1100 ·
P.1101 ·
P.1102 ·
P.1103 ·
P.1104 ·
P.1106 ·
P.1107 ·
P.1108 ·
P.1109 ·
P.1110 ·
P.1111 ·
P.1112
Libelle ·
Schwalbe ·
Wespe ·
P.08.01 ·
Zerstörer Project II
Overig:
C-44